# Carlos Montero Castiñeira
Carlos Montero Castiñeira (Celanova, Provincia de Orense, 9 de octubre de 1972) es un guionista y productor de cine español conocido principalmente por ser el creador de las series de televisión Física o Química, Élite o El desorden que dejas.

## Trayectoria
Estudió Ciencias de la Información en la Universidad Complutense de Madrid y es conocido por dirigir varios largometrajes. Montero consiguió un trabajo como guionista de televisión a principios de la década de los años 2000. A lo largo de sus 14 años de carrera participó en el desarrollo de célebres series españolas como Física y Química (2008-2011), un drama juvenil que se mantuvo en los primeros lugares de rating de España, para luego descender cruelmente durante sus últimas temporadas antes de ser cancelada definitivamente. También trabajó en obras como Génesis, El comisario y Al salir de clase, además de la miniserie El tiempo entre costuras (2013), una adaptación de la novela de María Dueñas. El guion de la película Combustión (2013) fue el que le hizo saltar a la fama, dirigida por Daniel Calparsoro fue un gran éxito de taquilla. 
Publicó su primer libro Los tatuajes no se borran con láser en 2012. Con la novela El desorden que dejas, ganó el Premio Primavera de novela y fue un gran éxito en 2016. Su debut en cine, como guionista, es con la película Gente que viene y bah (2019), disponible en Netflix desde mediados del 2019.

## Filmografía[2]

### Cine
- 1993: En casa de Diego - director
- 1995: David - director
- 2003: La vida aquí - guionista
- 2010: Dinero fácil - director, guionista y productor
- 2011: Dieciséis - director
- 2013: Combustión - coguionista
- 2013: Boys on Film 9: Youth in trouble - director
- 2016: No culpes al karma de lo que te pasa por gilipollas - coguionista
- 2019: Gente que viene y bah - coguionista

### Series
- 1997-1998: Al salir de clase
- 1999 - 2009: El comisario - guionista de 2000-2004 (22 episodios)
- 2005: Maneras de sobrevivir - idea original
- 2006-2007: Génesis: En la mente del asesino - guionista e idea original
- 2008-2011: Física o química - guionista y creador
- 2013: El tiempo entre costuras - guionista en 3 capítulos (Adaptación de la novela de María Dueñas)
- 2013-2014: Vive cantando - guionista
- 2014: Cuéntame un cuento - guionista
- 2017: Apaches - guionista
- 2018-2024: Élite - creador y productor
- 2020: El desorden que dejas - creador
- 2021: Élite: historias breves - creador y guionista
- 2022: Feria: la luz más oscura - creador y productor
- 2023: Todas las veces que nos enamoramos - creador, coguionista y coproductor ejecutivo
- 2024: Respira - creador, coguionista y coproductor ejecutivo

## Obras publicadas
Las obras listadas fueron extraídas del fondo de datos de la Biblioteca Nacional de España:
- 2003: La vida aquí
- 2012: Los tatuajes no se borran con láser
- 2014: Cuéntame un cuento
- 2016: El desorden que dejas (Premio Primavera de Novela 2016)

## Premios
- Premio Primavera de Novela, 2016, con El desorden que dejas